# Enrique Peña Nieto
Enrique Peña Nieto je meksički političar i član Institucionalne revolucionarne stranke (Partido Revolucionario Institucional, PRI) koji je od 2012. do 2018. godine obnašao dužnost predsjednika Sjedinjenih Meksičkih Država. 

## Životopis
Rođen je 20. srpnja 1966. godine u Atlacomulcu. Srednju školu završio je u SAD-u i pritom naučio engleski jezik. Godine 1984. je postao član Institucionalne revolucionarne stranke (PRI) i ubrzo poslije toga diplomirao pravo na Panameričkom sveučilištu.
Od 2005. do 2011. godine je bio guverner savezne države Meksiko. Krajem 2011. godine je postao službeni kandidat PRI-a za predsjedničke izbore. Na izborima se zalagao za promjenu politike prema meksičkim narkokartelima, smatrajući da je oštar smjer trenutnog predsjednika Felipea Calderona zaslužan za eskalaciju nasilja. Pobijedio je na izborima 1. srpnja 2012. čime se tradicionalno vladajuća stranka PRI vratila na čelo Meksika.
Pena Nieto se ženio dva puta. 1993. godine se oženio za Monicu Pretelini s kojom je imao troje djece. Ona je 2007. godina umrla zbog epileptičkog napada. Godine 2010. se Pena Nieto oženio za glumicu Angelicu Riveru. Ima i dvoje izvanbračne djece jednog sina iz veze s Maritzom Diaz Hernandez te još jedno dijete koje je umro kao novorođenče s još uvijek nepoznatom partnericom.

## Vanjske poveznice
- (šp.) Enrique Peña Nieto, biografija  Arhivirana inačica izvorne stranice od 4. prosinca 2014. (Wayback Machine) — CIDOB zaklada
- (šp.) Enrique Peña Nieto — službeni blog
- (šp.) Peña Nieto predlaže sedam reformi u Meksiku — CNNMéxico
- Kandidat Institucionalno revolucionarne stranke Enrique Pena Nieto pobijedio na izborima